# 鮑德溫 (伊利諾伊州)
鮑德溫（英語：Baldwin）是位於美國伊利諾伊州蘭道夫縣的一個村落。

## 地理
鮑德溫的座標為38°11′02″N 89°50′41″W / 38.18389°N 89.84472°W，而該地最高點為海拔高度141米（即463英尺）。

## 人口
根據2010年美國人口普查的數據，鮑德溫的面積為1.72平方千米，當中陸地面積為1.72平方千米，而水域面積為0.00平方千米。當地共有人口373人，而人口密度為每平方千米216人。